# Horní Chrášťany
Horní Chrášťany (německy Obergroschum) jsou malá vesnice, část městyse Lhenice v okrese Prachatice v Jihočeském kraji. Nachází se asi 3,5 kilometru východně od Lhenic, v údolí horního toku Babického potoka. Horní Chrášťany jsou také název katastrálního území o rozloze 3,21 km².

## Historie
První písemná zmínka o vesnici pochází z roku 1300.

## Obyvatelstvo
| Rok            | 1869 | 1880 | 1890 | 1900 | 1910 | 1921 | 1930 | 1950 | 1961 | 1970 | 1980 | 1991 | 2001 | 2011 | 2021 |
| -------------- | ---- | ---- | ---- | ---- | ---- | ---- | ---- | ---- | ---- | ---- | ---- | ---- | ---- | ---- | ---- |
| Počet obyvatel | 141  | 140  | 139  | 129  | 116  | 114  | 117  | 120  | 96   | 77   | 76   | 49   | 70   | 72   | 70   |
| Počet domů     | 22   | 24   | 25   | 23   | 25   | 24   | 23   | 24   | 50   | 22   | 18   | 23   | 22   | 24   | 24   |

## Obecní správa
Při sčítání lidu v letech 1850–1879 Horní Chrášťany byly osadou obce Chvalovice v okrese Prachatice. V letech 1880–1976 byly 
samostatnou obcí v okrese Prachatice. Od 30. dubna 1976 jsou částí městyse Lhenice v okrese Prachatice. V letech 1880–1976 k obci patřily Dolní Chrášťany.

## Pamětihodnosti
- Dub v Horních Chrášťanech, památný strom u cesty, vedoucí nsd levým břehem potoka jihozápadně od vesnice